# Mozkomíšní mok
Mozkomíšní mok (latinsky liquor cerebrospinalis, CSF) či také likvor je čirá, bezbarvá tělní tekutina, která obklopuje, chrání proti infekci a vyživuje a zabezpečuje mozek a míchu všech obratlovců. Je přibližně izotonický, obsahuje na rozdíl od krve jen málo proteinů a téměř žádné buňky (téměř žádné červené krvinky). Lidské tělo obsahuje v průměru asi 150 ml mozkomíšního moku.

## Tvorba a vstřebávání mozkomíšního moku
Mozkomíšní mok je vytvářen zvláštní výstelkou (plexus choroideus) v postranních komorách. Za 24 hodin se vytvoří 600–700 ml, neustále cirkuluje. Vstřebává se do venósní krve v sinus durae matris. Tyto procesy musí být v rovnováze. Odběr mozkomíšního moku se nazývá lumbální punkce.
Asi z jedné poloviny se mok produkuje v plexus choroideus mozkových komor, z druhé poloviny v okolí mozkových kapilár a podél komorových stěn, zejména v postranních komorách (až 95 % z této části). Z místa vzniku pak mok odtéká skrze intraventrikulární otvor (foramen monroi) do III. komory a pak dále Sylviovým kanálkem (aquaeductus mesencephali cerebri) do IV. komory. Odtud se dostává přes apertura mediana (Magendiho otvor) a aperturae laterales (Luschkovy otvory) do subarachnoidálních prostorů a volně komunikuje s extracelulární mozkovou tekutinou.
V arachnoidálních klcích (granulationes arachnoidales) se mozkomíšní mok vstřebává do žilních splavů (sinů, tak se označují mozkové žíly) v denním množství asi 0,5 litru. Toto vstřebávání přímo závisí – na rozdíl od jeho produkce – na intrakraniálním tlaku v komorách. Při nízkém tlaku kolem 0,67 kPa (cca 68 mm sloupce H2O) se resorpce moku zastaví, kdežto při tlaku nad 1 kPa (cca 112 mm H2O) se nachází tvorba a vstřebávání moku v rovnováze.

## Fyziologické hodnoty
| Soluty                  | Rozmezí                             |
| počet buněk (leukocyty) | max. 5/mm3                          |
| pH                      | 7,33                                |
| bílkoviny               | 400 mg/l                            |
| glukóza                 | 2,5–4,5 mmol/l                      |
| lipidy                  | 10–30 mg/l                          |
| Cl−                     | 123–128 mmol/l                      |
| Na+                     | 144–150 mmol/l                      |
| K+                      | 2,0–3,0 mmol/l                      |
| Ca 2+                   | 1,1–1,25 mmol/l                     |
| Mg 2+                   | 2,25–2,5 mmol/l                     |
| osmolalita              | 285 mosm/l                          |
| specifická hmotnost     | 1003–1008                           |
| tlak v leže             | 0,7–1,4 kPa (ve stoje cca 2x větší) |